# Oberliga Niederrhein
De Oberliga Niederrhein, voluit Fußball-Oberliga Niederrhein, is een amateurdivisie in het Duitse voetbal voor clubs uit de Nederrijnregio, het noordwestelijk gedeelte van de deelstaat Noordrijn-Westfalen. Samen met nog 13 andere Oberliga's vormt deze divisie het 5e niveau in de Duitse voetbalpyramide. 
Er nemen 20 teams deal aan de competitie. Promotie is mogelijk naar de Regionalliga West, degradatie naar de Landesliga Niederrhein.

## Geschiedenis
De competitie startte in 1956 op het derde niveau. In 1978 werd de competitie gevoerd op het vierde niveau door invoering van de Oberliga Nordrhein en in 1994 op het vijfde niveau door invoering van de Regionalliga West/Südwest. Tot 2008 was de naam Verbandsliga Niederrhein, daarna Niederrheinliga.  In 2008 werd de 3. Liga ingevoerd en werd de Niederrheinliga op het zesde niveau gevoerd. De competitie bestaat in huidige vorm sinds het seizoen 2012-2013 en is ontstaan na het opheffen van de NRW-Liga.

## Kampioenen
| Seizoen | Club                        |
| ------- | --------------------------- |
| 1956/57 | VfL Benrath                 |
| 1957/58 | TuS Lintfort                |
| 1958/59 | TuS Duisburg 48/99          |
| 1959/60 | BV Osterfeld                |
| 1960/61 | SV Neukirchen               |
| 1961/62 | Duisburger FV 08            |
| 1962/63 | Homberger SV                |
| 1963/64 | Homberger SV                |
| 1964/65 | VfB Bottrop                 |
| 1965/66 | VfR Neuss                   |
| 1966/67 | VfB Bottrop                 |
| 1967/68 | Eintracht Duisburg          |
| 1968/69 | SSVg. Velbert               |
| 1969/70 | SpVgg Sterkrade 06/07       |
| 1970/71 | Bayer 05 Uerdingen          |
| 1971/72 | 1. FC Styrum                |
| 1972/73 | Union Ohligs                |
| 1973/74 | VfB 06/08 Remscheid         |
| 1974/75 | Union Solingen              |
| 1975/76 | 1. FC Bocholt               |
| 1976/77 | Fortuna Düsseldorf Amateurs |
| 1977/78 | Olympia Bocholt             |
| 1978/79 | Bayer 05 Uerdingen Amateurs |
| 1979/80 | Hamborn 07                  |

| Seizoen   | Club                          |
| --------- | ----------------------------- |
| 1980/81   | VfB Bottrop                   |
| 1981/82   | Viktoria Goch                 |
| 1982/83   | 1. FC Viersen                 |
| 1983/84   | VfL Rhede                     |
| 1984/85   | Hamborn 07                    |
| 1985/86   | VfB 06 Langenfeld             |
| 1986/87   | Rheydter Spielverein          |
| 1987/88   | SV Wermelskirchen             |
| 1988/89   | Sportfreunde Katernberg       |
| 1989/90   | VfB Homberg                   |
| 1990/91   | Preussen Krefeld              |
| 1991/92   | 1. FC Wülfrath                |
| 1992/93   | Rot-Weiß Oberhausen           |
| 1993/94   | Union Solingen                |
| 1994/95   | Fortuna Düsseldorf Amateurs   |
| 1995/96   | SV Straelen                   |
| 1996/97   | Bor. Mönchengladbach Amateurs |
| 1997/98   | Adler Osterfeld               |
| 1998/99   | MSV Duisburg Amateurs         |
| 1999/2000 | SSVg Velbert                  |
| 2000/01   | Borussia Wuppertal            |
| 2001/02   | Union Solingen                |
| 2002/03   | 1. FC Kleve                   |
| 2003/04   | TuRU Düsseldorf               |

| Seizoen | Club                                                              |
| ------- | ----------------------------------------------------------------- |
| 2004/05 | VfB Speldorf                                                      |
| 2005/06 | SV Straelen                                                       |
| 2006/07 | Fortuna Düsseldorf II                                             |
| 2007/08 | Rot-Weiss Essen II                                                |
| 2008/09 | VfB Speldorf                                                      |
| 2009/10 | VfB Homberg                                                       |
| 2010/11 | KFC Uerdingen                                                     |
| 2011/12 | FC Kray                                                           |
| 2012/13 | KFC Uerdingen                                                     |
| 2013/14 | SV Hönnepel-Niedermörmter (Liet de promotie aan de nr 2. FC Kray) |
| 2014/15 | SSVg Velbert                                                      |
| 2015/16 | Wuppertaler SV                                                    |
| 2016/17 | KFC Uerdingen                                                     |
| 2017/18 | SV Straelen                                                       |
| 2018/19 | VfB Homberg                                                       |
| 2019/20 | SV Straelen                                                       |
| 2020/21 | Geen competitie vanwege coronapandemie                            |
| 2021/22 | 1. FC Bocholt                                                     |
| 2022/23 | SSVg Velbert                                                      |
| 2023/24 | Sportfreunde Baumberg                                             |
| 2024/25 | SSVg Velbert                                                      |

- Union Solingen is met vier kampioenschappen recordhouder.

## Stichtende leden in 1956
- TSV Eller 04
- VfL Benrath
- Grün-Weiß Viersen
- SpVgg Gräfrath
- TuRU Düsseldorf
- Duisburger FV 08
- TuS Lintfort
- SpVgg Hochheide
- Homberger SV
- SC Kleve 63
- TuS Duisburg 48/99
- SpVgg Sterkrade 06/07
- BV Osterfeld
- 1. FC Mülheim-Styrum
- SV Borbeck
- TSG Karnap

Sportfreunde Baumberg ·
SV Biemenhorst ·
FC Büderich ·
Schwarz-Weiß Essen ·
VfB 03 Hilden ·
VfB Homberg ·
1. FC Kleve ·
TSV Meerbusch · 
1. FC Monheim ·
Mülheimer FC 97 ·
SC Union Nettetal ·
Sportfreunde Niederwenigern ·
Ratingen 04/19 ·
SpVg Schonnebeck ·
SV Sonsbeck ·
DJK Teutonia St. Tönis · 
SSVg Velbert ·
TVD Velbert